# Тошкуровская мечеть
Тошкуровская мечеть (баш. Тушҡыр мәсете) — утраченная соборная мечеть в деревне Тошкурово Балтачевского района Башкортостана.

## История
После принятия башкирами ислама в Башкортостане начинают строиться мечети. Первоначально в них строился круглый или восьмигранный молитвенный зал, со временем появляются также один или два минарета. Самая первая из таких мечетей (конец XVI — начало XVII вв.) — эта мечеть в селе Тошкурово (ныне Балтачевского района Башкортостана).
Мечеть является памятником народного зодчества и была построена в деревне Тошкурово Таныпской волости Сибирской дороги, предположительно, в конце XVII века.
С 1805 года является соборной мечетью. Находилась в ведении Оренбургского магометанского духовного собрания. При мечети действовало медресе.
В 1863 году в приходе насчитывалось 393, в 1912 году — 638 человек. 
Закрыта в 1940-е годы.
В 1960 году проведена реконструкция, снесены минареты. Здание мечети было передано школе. С конца 1990-х годов здание оказалось заброшенным. 
Снесено в 2006 году.

## Описание
Прямоугольная двухминаретная мечеть. Здание состоит из центрального объёма, двух прирубов с противоположных сторон и пониженного дощатого пристроя. Бревенчатый объём здания в своей основе представляет собой симметричную композицию как в соотношении продольной, так и поперечной осей. Весь бревенчатый объём мечети покрыт одной двухскатной крышей. Оба минарета решены одинаково, на высоте они чётко расчленены на два яруса неодинаковой высоты. Нижний ярус, имеющий в плане форму восьмигранника, является основанием минарета.
Мечеть деревянная, одноэтажная, прямоугольная в плане, с крыльцом с северной и михрабом с южной стороны, с 2-скатной крышей, 2 минаретами и гумбезом, установленными в 1891 году.
Минареты (выс. 7 м) 2-ярусные, конусовидные; ярусы отделены покатой кровлей, под к-рой расположены небольшие оконные проёмы. Имела 2 молитвенных зала.

## Имам-хатыбы
А. Аднагулов, А. Абдулбакиев (с 1805 года), Г. Абдулманяфов (с 1836 года), М. Гильманов (с 1874 года), Ш. Гильманов (с 1916 года), А. Фатахитдинов (с 1923 года).

## Ссылка
- Галиева Э. Р., Кутушев Р. Р. Тошкуровская мечеть // Башкирская энциклопедия / гл. ред. М. А. Ильгамов. — Уфа : ГАУН РБ «Башкирская энциклопедия», 2015—2024. — ISBN 978-5-88185-306-8.
- Архитектура Башкортостана (недоступная ссылка)